# Jerzy Engel
Władysław Jerzy Engel (Włocławek, 1952. október 6. –) lengyel labdarúgó és edző.

## Pályafutása

### Klubcsapatban
1969 és 1971 között a Kujawiak Włocławek csapatában játszott. 1971 és 1973 között az AZS-AWF Warszawa játékosa volt. 1993 és 1975 között a Polonia Warszawa labdarúgója volt.

### Edzőként
1975-ben a Polonia Warszawa csapatánál kezdte az edzősködést. 1976 és 1977 között a Hutnik Warszawa, 1977 és 1978 között a Błonianka Błonie, 1978-ban a Polonia Warszawa edzője volt. 1979-től 1981-ig a Polonia Bydgoszcz csapatát edzette és a lengyel válogatottnál volt segédedző. 1982-ben a Hutnik Warszawánál vállalt munkát, ahol két évig dolgozott. 1984 és 1987 között a Legia Warszawa csapatát edzette előbb segéd, majd vezetőedzőként. 1988-tól 1997-ig Cipruson dolgozott az Apóllon Lemeszú, a Néa Szalamína Ammohósztu és az Árisz Lemeszú együttesénél. 1998 és 2000 között a Polonia Warszawa vezetőedzője volt, melyet bajnoki címig vezetett. 2000-ben kinevezték a lengyel válogatott szövetségi kapitányának és kijuttatta a válogatottat a 2002-es világbajnokságra,
2005-ben a Wisła Kraków vezetőedzője volt, a 2005–06-os szezonban a ciprusi APÓEL csapatánál vállalt munkát.

## Sikerei, díjai

### Edzőként
Polonia Warszawa
- Lengyel bajnok (1): 1990–00

APÓEL
- Ciprusi kupagyőztes (1): 2005–06

## Külső hivatkozások
- Jerzy Engel adatlapja a National-Football-Teams.com oldalon (angolul)

- Jerzy Engel (angol nyelven). FootballDatabase.eu
- Jerzy Engel (angol nyelven). eu-football.info
- Jerzy Engel. transfermarkt.com
- Jerzy Engel (német nyelven). kicker.de
- Jerzy Engel adatlapja a worldfootball.net oldalon (angolul)